# Büsingen am Hochrhein
Büsingen am Hochrhein és una ciutat de Baden-Württemberg (Alemanya). Està situada al marge dret del riu Rin i forma un enclavament dintre del cantó de Schaffhausen.
L'any 1919, se celebrà un referèndum on el 96% aprovà separar-se d'Alemanya.

Mapa de situació

## Particularitats
Büsingen am Hochrein no forma part del territori duaner de la Comunitat Europea.
Büsingen és l'única vila d'Alemanya amb la qual es paga majoritàriament amb Francs Suïssos.
L'equip de futbol local, el FC Büsingen, està afiliat a la Associació Suïssa de Futbol.
Malgrat pertànyer al districte de Constança (KN), els vehicles matriculats a Büsingen tenen el seu propi codi (BÜS).